# Voorjaarsganzerik
De voorjaarsganzerik (Potentilla verna, synoniem: Potentilla tabernaemontani Asch.) is een vaste plant, die behoort tot de rozenfamilie (Rosaceae). 

## Beschrijving
Voorjaarsganzerik overwintert als een houtige, meerkoppige wortelstok waarop zich in het voorjaar rozetten van vijftallige bladeren vormen. De plant wordt 5-15 cm hoog en heeft liggende of rechtopstaande stengels, die niet op de knopen wortelen. De stengels vormen dichte matten. Stengels en bladstelen zijn afstaand behaard. De uit een punt ontspringende en aan de top minder dan tien scherp getande deelblaadjes zijn van boven tamelijk kaal en van onderen afstaand behaard. 
De plant gelijkt sterk op het veel algemenere vijfvingerkruid dat wat grotere bladeren heeft waarvan de vier onderste deelblaadjes per twee op een kort bladsteeltje staan en die minimaal tien tanden per blaadje hebben.
De bloeitijd loopt van april tot juni, maar nabloei in de herfst is niet ongewoon. De bloemstengels treden zijdelings uit het bladrozet. De opstijgende bloeiwijze vormt een armbloemige tros van drie tot vijf bloemen. De tot 15 mm grote gele bloemen hebben vijf kroonbladen.
Na bevruchting door insecten ontstaan dopvruchten.

## Afbeeldingen

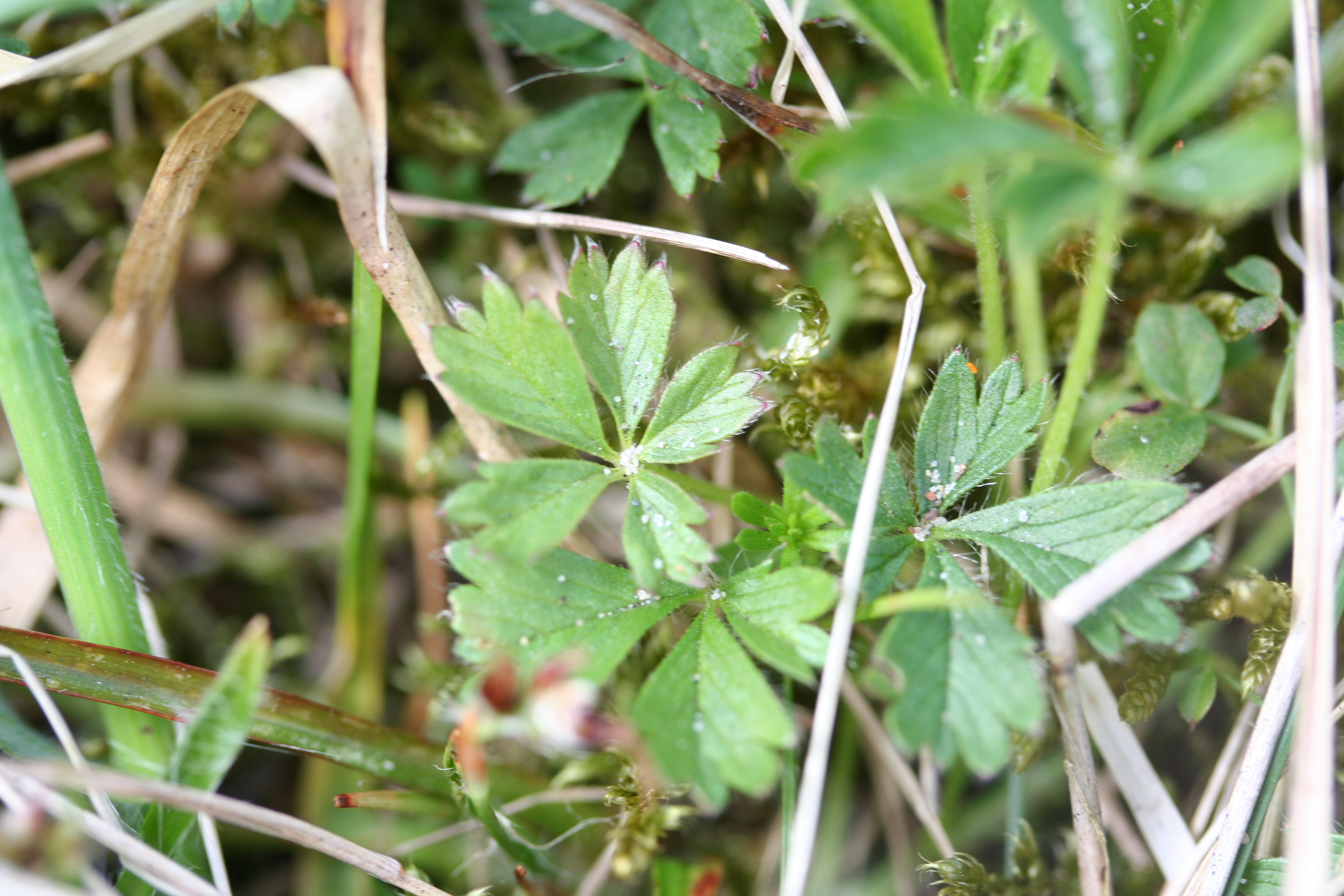
Uit een punt ontspringende deelblaadjes
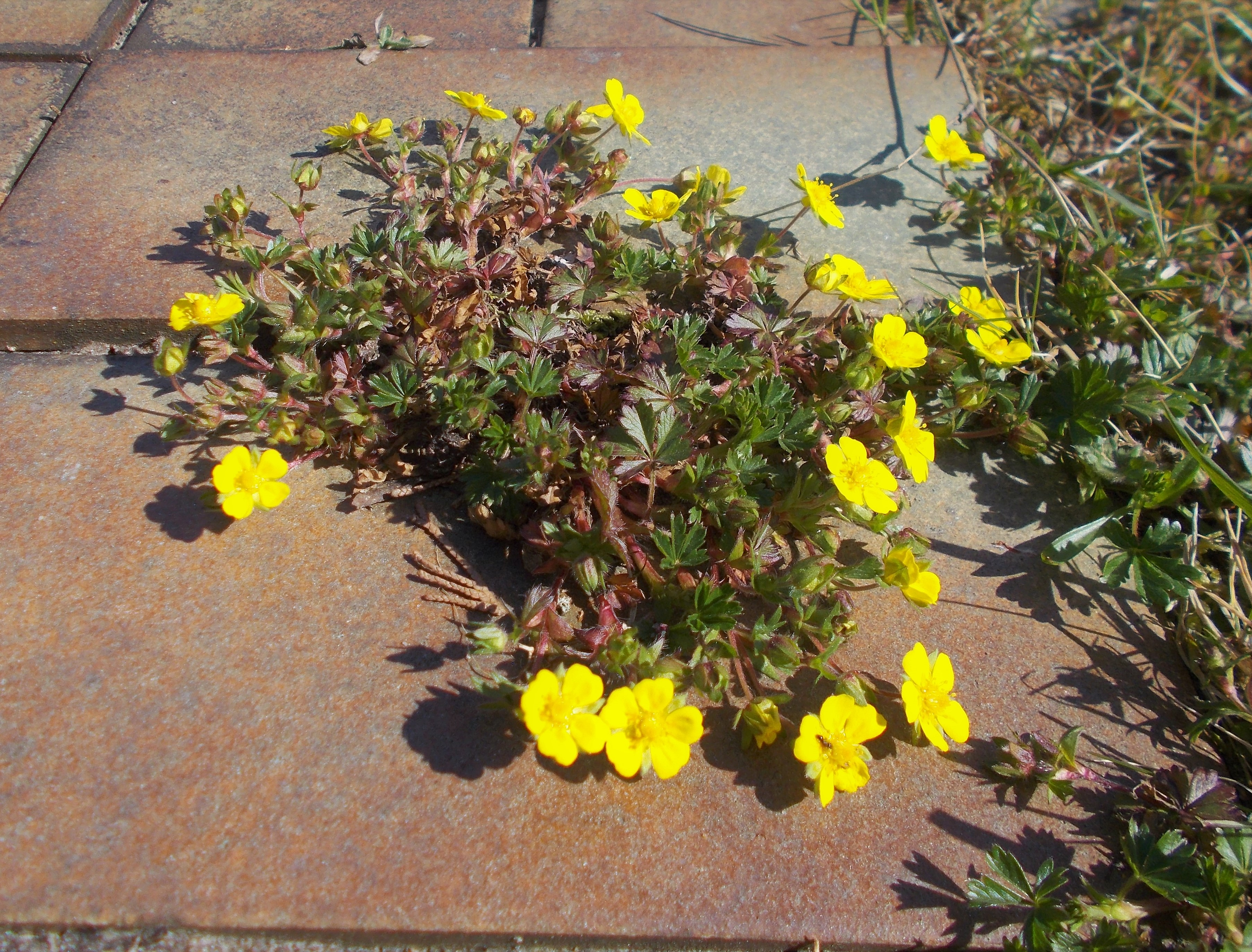
Gehele plant

## Verspreiding
De voorjaarsganzeriksoort komt op bijna het hele noordelijk halfrond voor. De soort groeit op zonnige plaatsen op droge, meestal kalkhoudende grond tussen laag blijvend gras. In Nederland is de plant vrij zeldzaam, hij komt er vooral voor in de kalkrijke duinen, in Zuid-Limburg en langs de Gelderse IJssel.

## Plantengemeenschap
Voorjaarsganzerik is een kensoort voor het verbond van droge stroomdalgraslanden (Sedo-Cerastion), een zeer soortenrijke plantengemeenschap van droge graslanden op voedselarme zandgronden langs de grote rivieren.
Het is tevens een indicatorsoort voor het kalkgrasland (hk) en voor het mesofiel hooiland (hu) subtype 'Droge stroomdalgraslanden', twee karteringseenheden in de Biologische Waarderingskaart (BWK) van Vlaanderen en het Brussels Hoofdstedelijk Gewest.